# بريت هال
بريت هال (بالإنجليزية: Bret Hall)‏ (16 نوفمبر 1956 ببوفالو في الولايات المتحدة - ) هو مدرب كرة قدم ولاعب كرة قدم أمريكي في مركز الدفاع. لعب مع شيكاغو باور ‏ وكليفلاند فورس ‏ وشيكاغو ستينغ وفينكس إنفيرنو ‏.